# Vorstendom Aschaffenburg
Aschaffenburg was een vorstendom in het huidige Duitsland dat bestond van 1803 tot 1810.
Het vorstendom werd door de Reichsdeputationshauptschluss van 1803 in het leven geroepen voor Karl Theodor von Dalberg, voormalig keurvorst van Mainz en rijksaartskanselier. Het omvatte het oude Oberamt Mainz, de Mainzische districten Aufenau, Lohr, Orb, Stadtprozelten en Klingenberg en het district Aura van het prinsbisdom Würzburg. Daarnaast regeerde Dalberg over het vorstendom Regensburg en het graafschap Wetzlar.
Napoleon stond Regensburg in 1810 af aan Beieren. Dalberg kreeg tegelijkertijd ter compensatie de vorstendommen Hanau en Fulda, die met Aschaffenburg werden verenigd tot het groothertogdom Frankfurt. Na de val van Frankfurt in 1813 kwam Aschaffenburg aan Oostenrijk, dat het in ruil voor andere gebieden meteen afstond aan Beieren.